# HMS Queen Elizabeth (1913)
HMS Queen Elizabeth byla britská bitevní loď stejnojmenné třídy, postavená během první a nasazená i za druhé světové války. Své jméno loď dostala na počest královny Alžběty I.

## Osudy

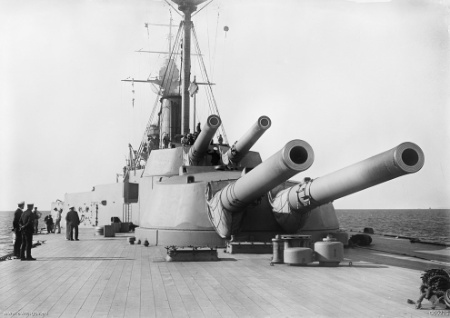
Queen Elizabeth u Gallipoli

### První světová válka
V roce 1915 se Queen Elizabeth jako jediná moderní bitevní loď zúčastnila bitvy o Gallipoli a byla zde vlajkovou lodí britského velitele expedičních sil. Později se stala součástí britské 5. eskadry bitevních lodí, ale během bitvy u Jutska v roce 1916 se nacházela v doku. V letech 1917–1919 byla vlajkovou lodí admirála Beattyho, vrchního velitele Grand Fleet v Severním moři. 

### Meziválečná doba

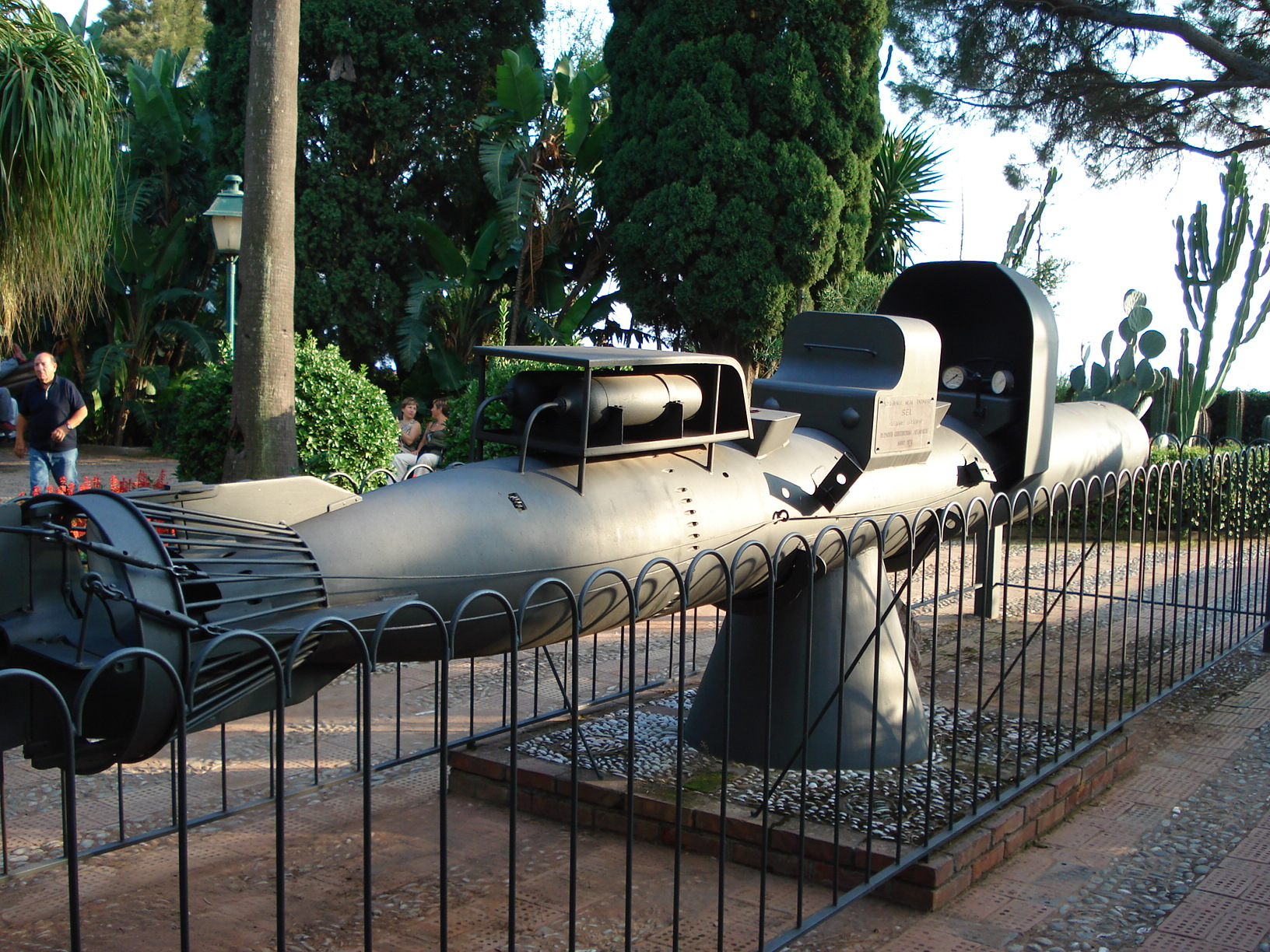
Italské řiditelné torpédo „maiale“

Od roku 1937 byla loď rozsáhle modernizována. Queen Elizabeth dostala zcela nové nástavby, nový komín, katapult se dvěma hangáry pro letouny (byl odstraněn v roce 1943), modernizován byl také pohonný systém, který nyní tvořilo šest kotlů a čtyři turbínová ústrojí typu Parsons. Torpédomety byly odstraněny. Všechna kasematová 152mm děla nahradily dvouúčelové 114mm kanóny v dělových věžích. Když modernizace v roce 1941 skončila, nesla loď výzbroj 8× 381 mm BL Mk I, 20× 114 mm, 32× 40 mm a 16× 12,7mm kulomet (v roce 1943 byly kulomety nahrazeny 27 kusy 20mm kanónů). Během války byla i nadále posilována protiletadlová výzbroj.

### Druhá světová válka
Za druhé světové války byla loď součástí britské středomořské flotily. Dne 19. prosince 1941 Queen Elizabeth a její sesterskou loď Valiant v Alexandrii podminovali italští potápěči, kteří se do přístavu dostali pomocí řiditelných torpéd „maiale“, vypuštěných z ponorky Scirè. Těžce poškozená Queen Elizabeth dosedla na dno přístavu, protože však pod ní byla jen malá hloubka, mohli Britové předstírat, že je bojeschopná. Po vyzvednutí lodě Queen Elizabeth odplula do amerického Norfolku k opravám a modernizaci, jež probíhaly až do května roku 1943. V letech 1944–1945 loď operovala v Pacifiku. Konce války se v pořádku dočkala, v roce 1945 byla vyřazena a v roce 1948 byla prodána do šrotu.